# Gwinea Bissau na Mistrzostwach Świata w Lekkoatletyce 2015
Gwinea Bissau na Mistrzostwach Świata w Lekkoatletyce 2015 – reprezentacja Gwinei Bissau podczas Mistrzostw Świata w Pekinie liczyła 1 zawodnika, który nie zdobył medalu.

## Występy reprezentantów Gwinei Bissau
| Konkurencja            | Zawodnik        | Eliminacje | Eliminacje | Runda 1  | Runda 1 | Półfinał | Półfinał | Finał    | Finał   |
| Konkurencja            | Zawodnik        | Rezultat   | Pozycja    | Rezultat | Pozycja | Rezultat | Pozycja  | Rezultat | Pozycja |
| ---------------------- | --------------- | ---------- | ---------- | -------- | ------- | -------- | -------- | -------- | ------- |
| Bieg na 100 m mężczyzn | Holder da Silva | 10,58 (SB) | 5. Q       | 10,68    | 46.     | NQ       | NQ       | NQ       | NQ      |